# André Matsangaíssa
André Matsangaíssa (* 18. März 1950; † 17. Oktober 1979 in Gorongosa) war der erste Befehlshaber der Resistência Nacional Moçambicana (RENAMO), der bewaffneten Bewegung, die 1975 im ehemaligen Rhodesien von ihm mitbegründet worden war.
Matsangaíssa hatte sich 1972 der Frente de Libertação de Moçambique (FRELIMO) angeschlossen und wurde nach dem Sieg der FRELIMO 1975 in Dondo bei Beira stationiert. Wegen Diebstahls erhielt er eine Strafe und es folgte die Entlassung aus der Mosambikanischen Armee (Forças Armadas de Moçambique, FAM). Er kam daraufhin in ein Umerziehungslager bei Gorongosa in der Provinz Sofala. Während eines Angriffs rhodesischer Streitkräfte auf das Lager wurde er befreit und nach Rhodesien gebracht. 1977 übernahm er die Führung der RENAMO.
Als Dissident der FRELIMO wurde er von Regierungstruppen 1979 in Gorongosa während einer Attacke der RENAMO auf eine Regierungsstellung getötet. Nach seinem Tod übernahm Afonso Dhlakama auf dem Höhepunkt des Mosambikanischen Bürgerkrieges die Führung der Guerillabewegung RENAMO.